# IPad Mini (thế hệ 5)
iPad Mini thế hệ thứ năm (được cách điệu và bán trên thị trường là iPad mini và được gọi chung là iPad mini 5) là một máy tính bảng trong dòng iPad Mini, được thiết kế, phát triển và tiếp thị bởi Apple Inc.. Được công bố trong một thông cáo báo chí cùng với iPad Air (2019) vào ngày 18 tháng 3 năm 2019, đó là iPad Mini đầu tiên được phát hành mà không có sự kiện báo chí trực tiếp. Sản phẩm tiền nhiệm của nó, iPad Mini 4, đã ngừng sản xuất cùng ngày.
Nó có chung thiết kế với iPad Mini 4 và có chip Apple A12 Bionic, dung lượng lưu trữ 64 hoặc 256GB, màn hình Retina 7.9 inch được nâng cấp hiện đại hơn hỗ trợ Apple Pencil (thế hệ 1), màn hình True Tone và Bluetooth 5.0. Thông tin chi tiết của iFixit cho thấy iPad mini này được trang bị RAM 3 GB LPDDR4X nâng cấp, giống như iPhone XR.

## Tính năng, đặc điểm
iPad Mini (2019) có hệ thống camera trước được nâng cấp của camera 7MP (1080p) được sử dụng từ năm 2016 bắt đầu với iPhone 7 và tiếp tục với iPhone XS, trong khi hệ thống camera phía sau tiếp tục với 8MP (1080p) cũ hơn được sử dụng kể từ khi iPad Air 2 vào năm 2014, vì vậy nó không thể ghi hình ở độ phân giải 4K. iPad Mini sử dụng cổng Lightning và có giắc cắm tai nghe. Nó có màn hình True Tone, cho phép màn hình thích ứng với ánh sáng xung quanh để thay đổi màu sắc và cường độ của nó trong các môi trường khác nhau.
Chip Apple A12 Bionic cung cấp năng lượng cho iPad Mini (2019) có tốc độ xung nhịp cao hơn 66% so với người tiền nhiệm có bộ xử lý nhân kép 1,5 GHz; (Apple A8 ở thế hệ trước, có xung nhịp cao hơn so với iPhone 6). Chip Apple A12 Bionic có bộ xử lý sáu nhân 2,49 GHz. iPad Mini (thế hệ thứ 5) nhanh hơn gấp 3 lần so với iPad Mini 4 và có hỗ trợ Apple Pencil (Thế hệ 1).